# アルファ値 (デジタル画像)
アルファ値（アルファち、英: alpha value）とは、デジタル画像データにおいて色情報とは別に、画素（ピクセル）ごとに設けられた付加情報を表す数値である。特に透明度（不透明度）として利用されることが多い。
一般的なラスター形式のデジタル画像データは、画素（ピクセル）ごとに、RGB (赤、緑、青) 方式あるいはCMYK (シアン、マゼンタ、黄、黒) 方式などによる色情報で構成されている。これらの画素表現には透明度の情報はなく、通常は不透明と解釈し、画像を重ねて描画した場合は背後を透かし見ることはできない。これらの色情報とは別に、透過度（0%-100%）の数値をアルファ値として付加し、画像合成（アルファブレンド）時に利用することで、半透明合成を実現することができる。アルファ値には通例1, 4, 8, 16ビットなどの整数値もしくは浮動小数点数が割り当てられるが、RGB各カラー値に8ビット整数を割り当て、さらにアルファ値に8ビット整数を割り当て、画素（ピクセル）ごとに合計32ビットを使うことが多い。また、グラフィックスAPIやGUIアプリケーションフレームワークでは、100%を完全透明とする透明度 (transparency/translucency) ではなく、100%を完全不透明とする不透明度 (opacity) としてアルファ値を利用することが多い。
このようなアルファ値を含んだデジタル画像データは、色情報にアルファ値を加えて1つの画素（ピクセル）が表現されており、背景画像と前景画像を重ねて表示する用途で手前と奥の画像の境界を滑らかにつないだり、手前だけを半透明にして比較を容易にしたり、2つの画像を徐々に切り替えたり（クロスフェード）、といった画像合成用途に使用される。3次元コンピュータグラフィックスを含むベクターグラフィックスの画像合成では、頂点単位、面単位、あるいはテクスチャ画素単位でアルファ値を利用することもある。
画像データを扱うソフトウェアや画像フォーマットによっては、アルファ値を扱えるものと扱えないものがある。
アルファ値が収められたデータのかたまりは「アルファチャンネル」と呼ばれ、画像演算処理時のマスクなどにも用いられる。Adobe Photoshopなど、レイヤーごとに複数の異なるアルファチャンネルを持つことのできるソフトウェアもある。